# Чернявский, Иван Родионович
Иван Родионович Чернявский (1846—1890) — артист Санкт-Петербургской русской драматической труппы. 

## Биография
Родился в 1846 году. Начав свою сценическую деятельность в провинции, в 1872 году он дебютировал на сцене Александринского театра в ролях: Сюлливана («Любовь и предрассудок» — 27 апреля) и Жоржа Дорси («Гувернер» — 4 мая). В том же году Чернявский был принят на службу и пробыл в Санкт-Петербургской драматической труппе до 1874 года, когда по прошению оставил Императорскую сцену. В 1882 году он вернулся в петербургскую труппу, но по истечении сезона в 1884 году вновь оставил службу. Дальнейшая деятельность Чернявского проходила на частных сценах Санкт-Петербурга и провинции.
Умер в ночь с 30 апреля на 1 (13) мая 1890 года в Петербурге от чахотки. Похоронен на Волковском православном кладбище.

## Источник
- Трнка А. Чернявский, Иван Родионович // Русский биографический словарь : в 25 томах. — СПб., 1905. — Т. 22: Чаадаев — Швитков. — С. 334.